# Superlliga índia de futbol
L'Indian Super League (oficialment Hero Indian Super League per motius de patrocini), coneguda en català com a Superlliga índia, és un campionat professional de futbol de la República de l'Índia. Va ser creat el 2014 pels grups privats IMG World i Reliance Industries, compta amb l'aprovació de la Federació de Futbol de l'Índia i des de 2017 està reconeguda per la Confederació Asiàtica de Futbol.
La Superlliga és considerada la màxima divisió índia però no està integrada en el sistema de lligues nacional; la participació està tancada a deu franquícies, seguint el model utilitzat en la Major League Soccer nord-americana. Dins del sistema indi, comparteix la condició de major categoria amb la I-League. A llarg termini s'espera que la Superlliga serveixi per millorar el nivell futbolístic de l'Índia i de la seva selecció nacional.

## Història
Prèviament a la creació de la Superlliga, l'Índia portava anys intentant desenvolupar un campionat professional de futbol. El 1996 va engegar la Lliga Nacional de Futbol, reemplaçada el 2007 per la I-League. No obstant això, la popularitat d'aquest esport era molt inferior a la del críquet o l'hoquei sobre herba, i els aficionats preferien seguir competicions internacionals al torneig domèstic, per la qual cosa cap dels dos tornejos no va aconseguir el seu propòsit.
El 2010 la Federació de Futbol de l'Índia (AIFF) va vendre els drets televisius de la I-League a una aliança formada pel grup nord-americà IMG World i la corporació índia Reliance Industries, per 700 crores de rupies durant 15 temporades. Els nous amos van plantejar la creació d'un nou campionat nacional amb franquícies, a imatge de la Indian Premier League de críquet. Aquest pla va comptar amb l'oposició frontal dels equips de la I-League, però així i tot la nova Superlliga de l'Índia (Indian Super League, ISL per les seves sigles en anglès) va ser fundada el 21 d'octubre de 2013.
L'organització va limitar una franquícia per ciutat i va celebrar una subhasta per veure quin grup inversor es faria amb cada plaça, amb una garantia d'exclusivitat de 10 anys. A més de garantir viabilitat econòmica, els aspirants havien d'assegurar el desenvolupament del futbol local a les seves zones. A l'abril de 2014 es va saber que les ciutats seleccionades eren Bangalore, Bombai, Calcuta, Kochi, Delhi, Goa, Guwahati i Pune. Mesos després Bangalore va ser reemplaçada per Chennai. La plaça més disputada va ser la de Calcuta, que va caure a les mans d'un grup inversor format per l'Atlètic de Madrid, l'estrella del críquet Sourav Ganguly i diversos empresaris locals. En altres casos van anar a parar a multinacionals índies, actors de Bollywood i fins i tot consorcis de clubs de la I-League.
El 7 de maig de 2014 es va anunciar l'Atlètic de Kolkata (Calcuta) com a primer equip confirmat. La resta de debutants van ser Chennaiyin, Delhi Dynamos, FC Goa, Kerala Blasters, Mumbai City, NorthEast United i Pune City. Per atreure l'interès de l'aficionat indi es va permetre que cada club pogués fitxar fins a vuit futbolistes estrangers, amb una d'aquestes places reservada per al «jugador franquícia». D'aquesta manera, la primera temporada comptaria amb estrelles com Alessandro Del Piero, Robert Pirès, Elano, Fredrik Ljungberg, Joan Capdevila, David Trézéguet, Nicolas Anelka i Luis García.
L'AIFF va arribar finalment a un acord amb la I-League perquè tots dos tornejos poguessin coexistir, i va rebre també l'aprovació de la FIFA. La ISL es desenvoluparia entre octubre i desembre i els equips campions no podrien disputar competicions internacionals, mentre que la I-League es jugaria de desembre a maig. En cas que la Superlliga tingués èxit, no es descarta que pogués reemplaçar-la.
La Confederació Asiàtica de Futbol (AFC) va considerar durant les tres primeres temporades que la I-League era l'única lliga oficial de l'Índia, sense permetre que les franquícies de la ISL poguessin classificar-se per competències internacionals. No obstant això, el 2017 va passar a reconèixer «de forma temporal» tots dos campionats com la màxima divisió nacional, instant a un acord de fusió. A més es va confirmar l'ampliació del torneig a 10 equips gràcies a dues noves franquícies a Bangalore (Bangalore FC) i Jamshedpur.
La temporada 2019-20 hi va haver dos canvis de franquícia: el Pune City va ser traslladat a Hyderabad i va passar a anomenar-se Hyderabad FC, mentre que el Delhi Dynamos es va mudar a Bhubaneswar i es va convertir en l'Odisha FC. A més, IMG va vendre la seva participació en la lliga a Reliance, que avui ostenta la majoria de les accions del consorci Football Sports Development. En la següent edició es van incorporar els dos equips amb major tradició esportiva de Calcuta, tots dos procedents de la I-League: el Mohun Bagan i l'East Bengal Club. En el primer cas, els amos de l'ATK van adquirir el club de futbol del Mohun Bagan i van fusionar ambdues entitats en l'«ATK Mohun Bagan», amb l'escut i colors socials de l'entitat més veterana. I en el segon cas, l'East Bengal es va incorporar com a franquícia d'expansió.

## Objectius de la Superlliga
Al lloc web de la ISL s'hi recullen els objectius fundacionals del campionat:
- Aconseguir una competició domèstica de qualitat internacional.
- Atreure als afeccionats indis (en la seva majoria, seguidors de lligues estrangeres) al campionat nacional.
- Produir joves futbolistes de qualitatper la selecció de l'Índia.
- Aconseguir la classificació de l'Índia per a la Copa Mundial de Futbol de 2026.[18]
- Establir nous estàndards d'administració esportiva, gestió i màrqueting a l'Índia.
- Generar valor a tots els accionistes de la ISL juntament amb noves inversions que impulsin aquest esport.

## Sistema de competició

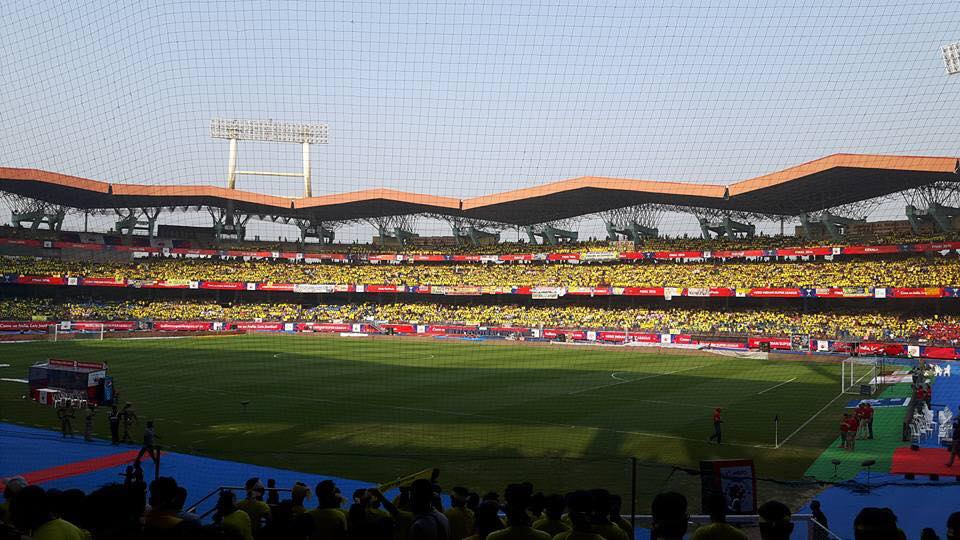
Interior de l'Estadi Jawaharlal Nehru de Cochín durant la final de la Superlliga de 2016.

La'ISL se celebra entre setembre i desembre i consta d'un grup únic integrat per 10 equips. Hi ha dues fases diferenciades: temporada regular i play-off pel títol.
La fase regular es disputa entre octubre i febrer. Els deu clubs s'enfronten tots contra tots en dues rondes —una en camp propi i una altra en el del contrari— fins a sumar un total de 18 jornades. La classificació final s'estableix conformement als punts totals obtinguts per cada equip: tres punts per cada victòria, un per cada empat i cap en la derrota.
Després, els quatre primers classificats passen a una sèrie final eliminatòria, al març, en la qual quedaran enquadrats segons la seva posició: primer contra quart i segon contra tercer. Les semifinals es disputen a anada i volta, mentre que la gran final és a partit únic.
El sistema de participació és tancat i depèn del compliment de les obligacions imposades per l'organització. Les places de la temporada inaugural s'han determinat per subhasta. No existeix un sistema d'ascensos i descensos: la ISL es reserva el dret d'alterar el nombre de competidors en posteriors edicions.
Des de 2018, els equips de l'ISL poden classificar-se per a la Copa AFC de la Confederació Asiàtica de Futbol.

### Inscripció de futbolistes
Cada equip ha de comptar amb una plantilla formada per 22 futbolistes. D'aquesta xifra, almenys 14 han de ser de nacionalitat índia i quatre d'ells de la regió que es representa. La temporada inaugural, les franquícies que tenien convenis amb clubs de la I-League (NorthEast United i FC Goa) han pogut nodrir-se dels seus jugadors, però en cas contrari han participat en un draft nacional per determinar qui es n'obté la cessió.
L'ISL concedeix un màxim de set places estrangeres, xifra superior a la permesa en els tornejos adscrits a la Confederació Asiàtica, i es poden alinear fins a cinc estrangers alhora. En les primeres temporades hi havia un topall de deu futbolistes estrangers, inclosa la figura del «jugador franquícia» (marquee player) el salari de la qual era superior al de la resta del planter.

## Participants
L'ISL està composta per onze equips que competeixen en una única divisió. En els seus orígens sols hi podia haver un equip per ciutat: els organitzadors del torneig, el grup Football Sports Development, van fer una subhasta pública per determinar la propietat d'aquestes places. Cada aspirant podia presentar-se en solitari o en grup, però la presència d'inversors indis era obligatòria. El preu mínim en la licitació va ser de 12 milions de rupies i la candidatura de Calcuta va arribar a costar 18 milions.
A partir de la temporada 2020-21 la ISL va incloure dos clubs a Calcuta, la ciutat amb major afició al futbol de l'Índia, per donar entrada als dos equips tradicionals del país: el Mohun Bagan AC i l'East Bengal Club.
El sistema de participació és molt similar al que utilitzen l'A-League d'Austràlia i la Major League Soccer dels Estats Units i el Canadà. No hi ha ascensos ni descensos.

### Equips de la temporada 2020-21
| Club             | Ciutat                | Estadi                             | Capacitat | Fundació | Ingrés | Entrenador           |
| ---------------- | --------------------- | ---------------------------------- | --------- | -------- | ------ | -------------------- |
| ATK Mohun Bagan  | Kolkata, West Bengal  | Salt Lake Stadium                  | 85,000    | 2020     | 2020   | Antonio López Habas  |
| Bengaluru        | Bangalore, Karnataka  | Sree Kanteerava Stadium            | 25,810    | 2013     | 2017   | Marco Pezzaiuoli     |
| Chennaiyin       | Chennai, Tamil Nadu   | Jawaharlal Nehru Stadium           | 19,484    | 2014     | 2014   | Božidar Bandović     |
| East Bengal      | Kolkata, West Bengal  | Salt Lake Stadium                  | 85,000    | 1920     | 2020   | Robbie Fowler        |
| FC Goa           | Margao, Goa           | Fatorda Stadium                    | 19,000    | 2014     | 2014   | Joan Ferrando Fenoll |
| Hyderabad FC     | Hyderabad, Telangana  | G. M. C. Balayogi Athletic Stadium | 30,000    | 2019     | 2019   | Manolo Márquez       |
| Jamshedpur FC    | Jamshedpur, Jharkhand | JRD Tata Sports Complex            | 23,887    | 2017     | 2017   | Owen Coyle           |
| Kerala Blasters  | Kochi, Kerala         | Jawaharlal Nehru Stadium           | 38,086    | 2014     | 2014   | Ivan Vukomanović     |
| Mumbai City      | Mumbai, Maharashtra   | Mumbai Football Arena              | 7,790     | 2014     | 2014   | Sergio Lobera        |
| NorthEast United | Guwahati, Assam       | Indira Gandhi Athletic Stadium     | 25,000    | 2014     | 2014   | Khalid Jamil         |
| Odisha FC        | Bhubaneswar, Odisha   | Kalinga Stadium                    | 15,000    | 2014     | 2014   | Kiko Ramírez         |

### Antics clubs
| Club      | Ciutat               | Estadi            | Capacitat | Fundació | Ingrés | Dissolució |
| --------- | -------------------- | ----------------- | --------- | -------- | ------ | ---------- |
| ATK       | Kolkata, West Bengal | Salt Lake Stadium | 65,000    | 2014     | 2014   | 2020       |
| Pune City | Pune, Maharashtra    | Balewadi Stadium  | 9,100     | 2014     | 2014   | 2019       |

## Historial
Per als campions de l'Índia anteriors vegeu Lliga índia de futbol.
| Temporada | Campió              | Resultat         | Finalista       | Seu de la final            |
| --------- | ------------------- | ---------------- | --------------- | -------------------------- |
| 2014      | Atlético de Kolkata | 1 - 0            | Kerala Blasters | DY Patil, Bombai           |
| 2015      | Chennaiyin          | 3 - 2            | FC Goa          | Fatorda, Margao            |
| 2016      | Atlético de Kolkata | 1 - 1 (4-3 pen.) | Kerala Blasters | Jawaharlal Nehru, Kochi    |
| 2017-18   | Chennaiyin          | 3 - 2            | Bangalore       | Sree Kanteerava, Bangalore |
| 2018-19   | Bangalore           | 1 - 0            | FC Goa          | DY Patil, Bombai           |
| 2019-20   | ATK                 | 3 - 1            | Chennaiyin      | Jawaharlal Nehru, Kochi    |
| 2020-21   | Mumbai City         | 2 - 1            | ATK Mohun Bagan |                            |
| 2021-22   | Hyderabad           | 1 - 1 (3–1 pen.) | Kerala Blasters |                            |
| 2022-23   | ATK Mohun Bagan     | 2 - 2 (4–3 pen.) | Bengaluru       |                            |

## Palmarès
| Club            | Campió | Anys campió         | Subcampió | Anys subcampió      |
| --------------- | ------ | ------------------- | --------- | ------------------- |
| ATK             | 3      | 2014, 2016, 2019-20 | -         |                     |
| Chennaiyin      | 2      | 2015, 2017-18       | 1         | 2019-20             |
| Bangalore       | 1      | 2018-19             | 2         | 2017-18, 2022-23    |
| ATK Mohun Bagan | 1      | 2022-23             | 1         | 2020-21             |
| Mumbai City     | 1      | 2020-21             | -         |                     |
| Hyderabad       | 1      | 2021-22             | -         |                     |
| Kerala Blasters | -      | ---                 | 3         | 2014, 2016, 2021-22 |
| FC Goa          | -      | ---                 | 2         | 2015, 2018-19       |

## Posicions per temporada (2014–2019)
- La següent és una llista dels clubs que han jugat en la Superlliga des de la seva formació en 2014 fins a la temporada actual. Un total de 10 equips han jugat en la Lliga.
| Club             | 2014 | 2015 | 2016 | 2017-18 | 2018-19 | Temporades |
| ---------------- | ---- | ---- | ---- | ------- | ------- | ---------- |
| ATK              | 1r   | SF   | 1r   | 9è      | 6è      | 5          |
| Bengaluru        | -    | -    | -    | 2n      | 1r      | 2          |
| Chennaiyin       | SF   | 1r   | 7è   | 1r      | 10è     | 5          |
| Delhi Dynamos    | 5è   | SF   | SF   | 8è      | 8è      | 5          |
| FC Goa           | SF   | 2n   | 8è   | SF      | 2n      | 5          |
| Jamshedpur       | -    | -    | -    | 5è      | 5è      | 2          |
| Kerala Blasters  | 2n   | 8è   | 2n   | 6è      | 9è      | 5          |
| Mumbai City      | 7è   | 6è   | SF   | 7è      | SF      | 5          |
| NorthEast United | 8è   | 5è   | 5è   | 10è     | SF      | 5          |
| Pune City        | 6è   | 7è   | 6è   | SF      | 7è      | 5          |

| 1r | Campió        | Campió        | Campió        | Campió        | Campió        | Campió        |
| 2n | Subcampió     | Subcampió     | Subcampió     | Subcampió     | Subcampió     | Subcampió     |
| SF | Semifinalista | Semifinalista | Semifinalista | Semifinalista | Semifinalista | Semifinalista |

## Estadístiques

### Classificació històrica
- La següent és la classificació històrica de la Indian Super League des de la seva formació el 2014 durant la temporada 2020-21.
| N.º | Club             | Temp. | P.D. | P.G. | P.I. | P.P. | G.F. | G.C. | Dif. | Punts |
| --- | ---------------- | ----- | ---- | ---- | ---- | ---- | ---- | ---- | ---- | ----- |
| 1   | FC Goa           | 7     | 96   | 48   | 20   | 28   | 189  | 128  | 61   | 164   |
| 2   | ATK              | 6     | 96   | 35   | 31   | 30   | 125  | 112  | 13   | 136   |
| 3   | Mumbai City      | 7     | 96   | 37   | 23   | 36   | 119  | 133  | −14  | 134   |
| 4   | Chennaiyin       | 7     | 96   | 35   | 25   | 36   | 141  | 137  | 4    | 130   |
| 5   | Odisha           | 7     | 96   | 31   | 30   | 35   | 139  | 146  | −7   | 123   |
| 6   | Kerala Blasters  | 7     | 96   | 26   | 35   | 35   | 111  | 135  | −24  | 113   |
| 7   | NorthEast United | 7     | 96   | 26   | 29   | 41   | 93   | 125  | −32  | 107   |
| 8   | Bangalore        | 4     | 54   | 31   | 11   | 12   | 86   | 51   | 35   | 104   |
| 9   | Pune City        | 5     | 78   | 27   | 18   | 33   | 96   | 107  | −11  | 99    |
| 10  | Jamshedpur       | 4     | 54   | 17   | 20   | 17   | 67   | 74   | -7   | 71    |
| 11  | Hyderabad        | 2     | 18   | 2    | 4    | 12   | 21   | 39   | -18  | 10    |
| 12  | ATK Mohun Bagan  | 1     |      |      |      |      |      |      |      |       |

### Número de partits disputats
A the end of the 2020–21 season
| Rank | Player            | Years | Apps | Gols |
| ---- | ----------------- | ----- | ---- | ---- |
| 1    | Mandar Rao Dessai | 2014– | 113  | 6    |
| 2    | Narayan Das       | 2014– | 107  | 0    |
| 3    | Lenny Rodrigues   | 2014– | 106  | 4    |
| 4    | Harmanjot Khabra  | 2014– | 101  | 0    |
| 5    | Sandesh Jhingan   | 2014– | 98   | 0    |
| 6    | Pritam Kotal      | 2014– | 97   | 4    |
| 7    | Subrata Pal       | 2014– | 95   | 0    |
| 7    | Amrinder Singh    | 2015– | 95   | 0    |
| 9    | Sunil Chhetri     | 2015– | 94   | 47   |
| 10   | Tiri              | 2015– | 93   | 3    |

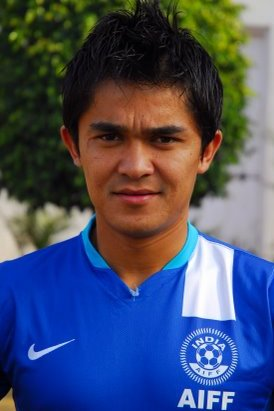
Sunil Chhetri is the leading Indian goalscorer in league history and second overall with 47 goals. He is also ranked ninth in league all-time appearances.

Bold denotes players still playing in the Indian Super League.

### Golejadors
A the end of the 2020–21 season
| Rank | Player              | Years     | Gols | Apps | Ratio |
| ---- | ------------------- | --------- | ---- | ---- | ----- |
| 1    | Coro                | 2017–2020 | 48   | 57   | 0.84  |
| 2    | Sunil Chhetri       | 2015–     | 47   | 94   | 0.5   |
| 3    | Bartholomew Ogbeche | 2018–     | 35   | 57   | 0.61  |
| 4    | Marcelinho          | 2016–2021 | 33   | 79   | 0.42  |
| 5    | Roy Krishna         | 2019–     | 29   | 44   | 0.66  |
| 6    | Iain Hume           | 2014–2019 | 28   | 69   | 0.41  |
| 7    | Jeje Lalpekhlua     | 2014–     | 24   | 76   | 0.32  |
| 8    | Nerijus Valskis     | 2019–     | 23   | 38   | 0.61  |
| 9    | Miku                | 2017–2019 | 20   | 32   | 0.63  |
| 10   | Aridane Santana     | 2019–2021 | 19   | 32   | 0.59  |

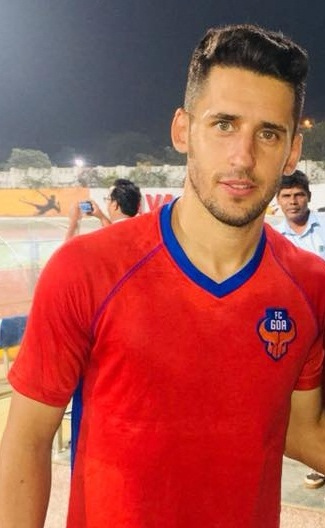
Coro is the highest goalscorer in Indian Super League history with 48 goals.

Italics denotes players still playing professional football,
Bold denotes players still playing in the Indian Super League.

### Clean sheets
A the end of the 2020–21 season
| Rank | Player                  | Years     | Clean sheets | Apps |
| ---- | ----------------------- | --------- | ------------ | ---- |
| 1    | Gurpreet Singh Sandhu   | 2017–     | 29           | 77   |
| 1    | Arindam Bhattacharya    | 2014–     | 29           | 79   |
| 1    | Amrinder Singh          | 2015–     | 29           | 95   |
| 4    | Subrata Pal             | 2014–     | 28           | 95   |
| 5    | Rehenesh TP             | 2014–     | 28           | 81   |
| 6    | Vishal Kaith            | 2016–     | 17           | 61   |
| 7    | Karanjit Singh          | 2015–     | 13           | 49   |
| 7    | Subhasish Roy Chowdhury | 2014–     | 13           | 53   |
| 9    | Apoula Edel             | 2014–2016 | 11           | 35   |
| 9    | Laxmikant Kattimani     | 2014–     | 11           | 59   |

Bold denotes players still playing in the Indian Super League.